# Phòng trung thuật

Thái cực đồ biểu tượng của Âm Dương

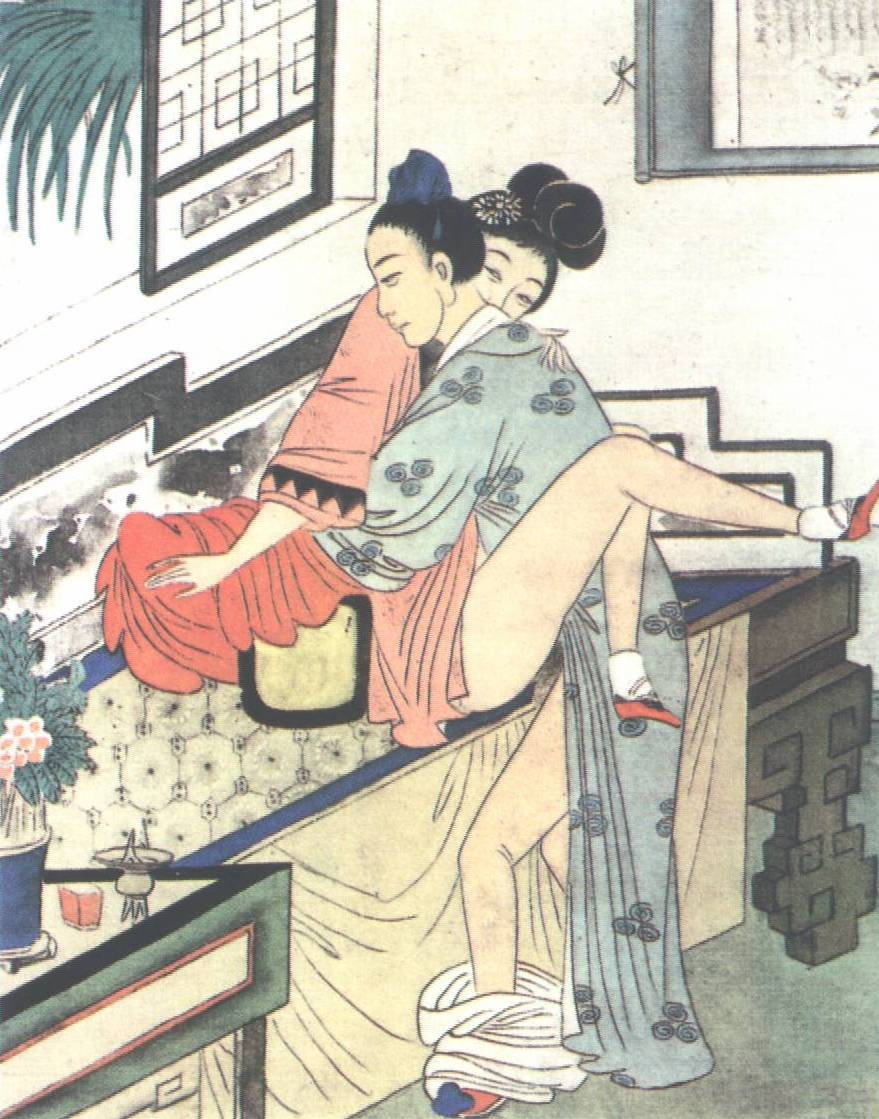
Tranh vẽ thời Đường mô tả"Sự kết hợp hai Tính chất"

Thực hành tình dục theo Đạo giáo hay Phòng Trung thuật (Chữ Hán giản thể: 房中术, Chữ Hán phồn thể: 房中術, Phanh âm: fángzhōngshù) là cách cổ xưa mà các nhà đạo sĩ thực hành tình dục để chữa bệnh ở Trung Quốc. Hành động này được biết đến như Kết hợp Năng lượng hay Kết hợp giữa hai Tính chất. Các đạo sĩ cho rằng khi thực hành nghệ thuật tình dục này với kỹ thuật phòng the, họ sẽ khỏe mạnh và trường thọ. Đó là một cách hòa hợp giữa nam và nữ.

## Thực hành thời Cổ và Trung đại

### Một số khái niệm

#### Khí và tinh
Cơ sở của tất cả tư tưởng Đạo giáo chính là khí (氣) là một phần của tất cả những vật đang tồn tại. Khí có liên quan đến một thực thể năng lượng khác dự trữ trong thân thể con người gọi là tinh (精), và khi tinh bị tiêu thụ đến mức cạn kiệt, cơ thể sẽ chết. Tinh có thể bị mất mát bằng nhiều cách, nhưng đáng chú ý nhất là qua dịch cơ thể. Các phép tu luyện của Đạo giáo hướng tới việc gìn giữ và làm gia tăng lượng dịch cơ thể đến hết mức có thể. Loại dịch cơ thể được tin là chứa nhiều tinh nhất chính là tinh dịch. Do đó, Đạo giáo hướng tới việc bế tinh - tức là giảm tần suất và lượng tinh dịch thoát ra khi xuất tinh, thậm chí là ngăn cản hoàn toàn hiện tượng xuất tinh để giữ gìn sức khoẻ và làm tăng tuổi thọ.

#### Âm và dương
Quan niệm âm và dương chiếm vai trò quan trọng trong tư tưởng Đạo giáo và do đó nó giữ vị trí đặc biệt quan trọng trong thực hành tình dục. Dương được liên tưởng đến nam giới và âm được chỉ phụ nữ.

### Thuật điều khiển sự xuất tinh của nam giới
Các nhà thực hành Đạo giáo liên kết sự hao phí tinh dịch khi xuất tinh với sự mất đi các năng lực sống còn: tinh dịch mất đi quá mức dẫn đến lão hóa sớm, bệnh tật, và mệt mỏi nói chung. Trong khi một số tín đồ Đạo giáo cho rằng người nam không bao giờ nên xuất tinh, số khác đưa ra một công thức cụ thể để xác định lượng xuất tinh thường xuyên tối đa để duy trì sức khỏe.
Ý tưởng chung của Đạo giáo là hạn chế việc hao phí tinh dịch càng nhiều càng tốt khi ta thực hành. Tuy vậy, sau hàng thế kỉ truyền lại từ đời này sang đời khác, một số học viên đã ít để tâm hơn trong việc hạn chế xuất tinh. Sự thay đổi này được thể hiện trong một hiện tượng "... trong khi một số tuyên bố không xuất tinh gây tổn thương, các vụ xuất tinh quá nhanh trong quá nhiều vội vàng. Tuy nhiên, việc "giữ tinh dịch là một trong những nguyên lí cơ bản của thực hành tình dục Đạo giáo.
Có nhiều phương pháp khác nhau để kiểm soát sự xuất tinh do Lão giáo quy định. Để tránh xuất tinh, người đàn ông có thể làm một trong nhiều điều. Anh ta có thể thực hiện ngay trước khi đạt cực khoái, một phương pháp gần đây được gọi là Coitus conservatus. Phương pháp thứ hai yêu cầu người đàn ông dùng áp lực tác động lên đáy chậu, nhờ đó mà giữ được tinh trùng.

### Thuật phòng the cho phụ nữ
Đối với Đạo giáo, tình dục không chỉ là để làm hài lòng một người đàn ông. Người phụ nữ cũng phải được kích thích và hài lòng để được hưởng lợi ích từ hành động tình dục. Tố Nữ (素女), nữ cố vấn phòng the và sức khỏe cho Hoàng Đế lưu ý mười dấu hiệu quan trọng cho thấy sự hài lòng của phụ nữ. Nếu quan hệ tình dục được thực hiện theo cách này, người phụ nữ có thể tạo ra nhiều tinh kinh hơn, và người đàn ông có thể dễ dàng hấp thu tinh khiết hơn để tăng khí của riêng mình.
Theo nhà triết học và tình dục học Jolan Chang, trong lịch sử sơ kỳ của Trung Quốc, phụ nữ đóng một vai trò quan trọng trong Đạo của tình yêu, và rằng sự thoái hóa thành vai trò phụ thuộc đã xuất hiện nhiều sau này trong lịch sử Trung Quốc.